# Myxosargus pilosus
Myxosargus pilosus is een vliegensoort uit de familie van de Stratiomyidae. De wetenschappelijke naam van de soort is voor het eerst geldig gepubliceerd in 1942 door James.